# Katastrofa lotnicza prezydentów w Kigali
Katastrofa lotnicza prezydentów w Kigali – zamach, do którego doszło 6 kwietnia 1994 w Rwandzie. W jego wyniku zginęli prezydent Rwandy Juvénal Habyarimana i prezydent Burundi Cyprien Ntaryamira.
Zabójstwo zapoczątkowało ludobójstwo w Rwandzie, jedno z najkrwawszych wydarzeń końca XX wieku.

## Katastrofa
Krótko przed godziną 20:20 czasu lokalnego samolot prezydencki wykonał okrążenie nad międzynarodowym lotniskiem Kigali, po czym rozpoczął końcowe podejście przy czystym niebie.
Rakieta ziemia-powietrze uderzyła w jedno ze skrzydeł samolotu, a następnie druga rakieta trafiła w jego ogon. Maszyna stanęła w płomieniach w powietrzu, a następnie rozbiła się w Ogrodach Pałacu Prezydenckiego. Po uderzeniu nastąpiła eksplozja.

## Ofiary
Na pokładzie znajdowało się trzech członków francuskiej załogi i dziewięciu pasażerów, wszyscy na pokładzie zginęli. Byli to:
- Jacky Héraud, pilot

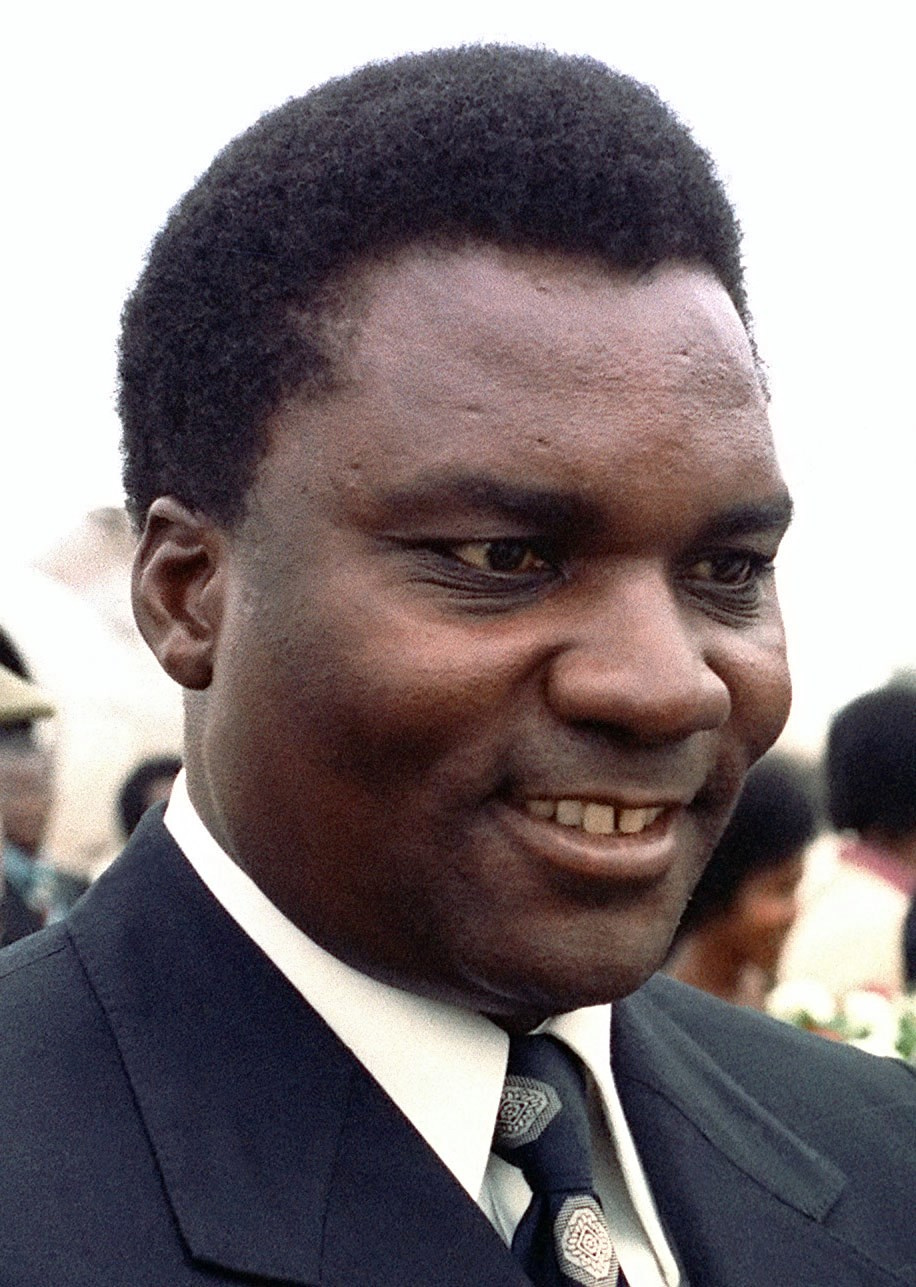
Prezydent Rwandy Juvénal Habyarimana

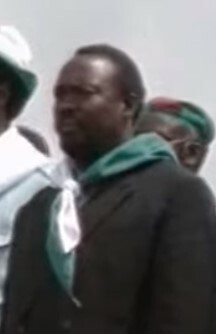
Prezydent Burundi Cyprien Ntaryamira

- Jean-Pierre Minaberry, drugi pilot
- Jean-Michel Perrine, inżynier pokładowy
- Juvénal Habyarimana , prezydent Rwandy
- Cyprien Ntaryamira , prezydent Burundi
- Bernard Ciza, minister robót publicznych Burundi
- Cyriaque Simbizi, Minister Komunikacji Burundi
- Generał dywizji Déogratias Nsabimana, szef sztabu armii rwandyjskiej
- Major Thaddée Bagaragaza, odpowiedzialny za „maison militaire” prezydenta Rwandy
- Pułkownik Elie Sagatwa, członek specjalnego sekretariatu prezydenta Rwandy, szef gabinetu wojskowego prezydenta Rwandy
- Juvénal Renzaho, doradca prezydenta Rwandy do spraw zagranicznych
- Dr Emmanuel Akingeneye, osobisty lekarz prezydenta Rwandy

## Następstwa
W styczniu 2010 r. rząd Rwandy opublikował „Raport z dochodzenia w sprawie przyczyn i okoliczności oraz odpowiedzialności za atak z 06/04/1994 r. na samolot Falcon 50 Rwandyjski samolot prezydencki o numerze rejestracyjnym 9XR-NN”, znany jako Raport Mutsinziego. Wielotomowy raport obarcza zwolenników władzy Hutu winą za atak.